# Максі Родрігес
Максимілья́но Рубе́н «Ма́ксі» Родрі́гес (ісп. Maximiliano Rubén «Maxi» Rodríguez; нар. 2 січня 1981, Росаріо, Аргентина) — аргентинський футболіст, півзахисник клубу «Ньюелз Олд Бойз».

## Клубна кар'єра

### «Ньюеллс Олд Бойз»
Родрігес виступав за «Ньюеллс Олд Бойз» протягом трьох сезонів до переїзду до Іспанії.

### «Еспаньйол»
2002 року Родрігес переїхав в Ла Лігу до «Еспаньйолу», його дебют відбувся 2 вересня з поразки від «Реал Мадриду» 0-2.
Він зіграв 37 матчів у всіх змаганнях з каталонцями, забивши 26 голів.

### «Атлетіко»
На початку 2005-06 сезону Родрігес переїхав в «Атлетіко Мадрид» за суму 5 млн євро.
10 листопада 2009 року Родрігес забив чотири голи у ворота «Марбелли» в Кубку Іспанії на стадії 1/32 фіналу, матч закінчився перемогою мадридців з рахунком 4-0. Після від'їзду в 2007 році Фернандо Торреса в «Ліверпуль» був обраний новим капітаном клубу.

### «Ліверпуль»
13 січня 2010 року Родрігес на правах вільного агента перейшов до англійського «Ліверпуля», підписавши контракт на три з половиною роки справа. Він дебютував у команді у другому таймі в матчі проти «Сток Сіті».
У своїх перших іграх Родрігес зробив дві результативні передачі, обидві на свого колишнього партнера по «Атлетіко» Торреса. Максі забив свій перший гол у матчі проти «Бернлі» 25 квітня 2010 року, який червоні перемогли 4-0.
31 жовтня Родрігес отримав пас від Фернандо Торреса і забив на 86-й хвилині переможний м'яч у ворота «Болтон Вондерерз». 23 квітня 2011 року Родрігес зробив хет-трик у матчі проти «Бірмінгем Сіті», матч же закіничвся перемогою мерсісайдів 5-0.
Максі забив свій другий хет-трик у трьох іграх 9 травня у ворота «Фулхема». Свій перший гол аргентинець забив вже на 32 секунді гри. Другий гол був забитий за 6 хвилин. Третій же м'яч Максі забив точним ударом із-за меж штрафного майданчика в дальній кут воріт. Матч закінчився перемогою «Ліверпуля» з рахунком 2-5.
8 липня 2011 року Максі змінив ігровий номер з «17» на «11». 20 листопада Родрігес забив перший м'яч у ворота лондонського «Челсі» на стадіоні «Стемфорд Бридж», гра завершилась перемогою «Ліверпуля» 1-2. 29 листопада вже в чверть-фіналі кубка Ліги після точного пасу Крейга Белламі аргентинець знову забив перший м'яч у ворота «Челсі», пізніше перевагу подвоїв захисник Мартін Келлі, таким чином, перемігши з рахунком 0-2, мерсісайдці вийшли до півфіналу турніру.
10 квітня 2012 року Родрігес відзначився дублем у ворота «Блекберн Роверз», забивши м'ячі з різницею у три хвилини.

## Міжнародна кар'єра
Родрігес виграв молодіжний чемпіонат світу 2001 року.
За національну команду Максі дебютував 8 червня 2003 року в матчі проти Японії, у якому він одразу ж відзначився забитим голом.
На Чемпіонат світу 2006 року відзначився дублем у ворота збірної Сербії і Чорногорії. Після програного чверть-фіналу Німеччині Родрігес вдарив у спину півзахисника Бастіана Швайнштайгера. ФІФА оштрафувала футболіста сумою в 5 000 швейцарських франків і дискваліфікувала його на два матчі в Кубку Америки 2007 року.
Був учасником Чемпіонату світу 2010 року.

### Голи за національну збірну
| Гол | Дата              | Стадіон                                          | Суперник             | Рахунок | Результат      | Змагання                |
| --- | ----------------- | ------------------------------------------------ | -------------------- | ------- | -------------- | ----------------------- |
| 1.  | 8 червня 2003     | Нагай, Осака, Японія                             | Японія               | 4-1     | 4-1            | Товариський             |
| 2.  | 17 серпня 2005    | Стадіон ім. Ф. Пушкаша, Будапешт, Угорщина       | Угорщина             | 1-0     | 2-1            | Товариський             |
| 3.  | 30 May 2006       | Арекі, Салерно, Італія                           | Ангола               | 1-0     | 2-0            | Товариський             |
| 4.  | 16 червня 2006    | Фелтінс-Арена, Гельзенкірхен, Німеччина          | Сербія та Чорногорія | 1-0     | 6-0            | Чемпіонат світу 2006    |
| 5.  | 16 червня 2006    | Фелтінс-Арена, Гельзенкірхен, Німеччина          | Сербія та Чорногорія | 3-0     | 6-0            | Чемпіонат світу 2006    |
| 6.  | 24 червня 2006    | Центральштадіон, Лейпциг, Німеччина              | Мексика              | 2-1     | 2-1 (дод. час) | Чемпіонат світу 2006    |
| 7.  | 22 серпня 2007    | Уллевол, Осло, Норвегія                          | Норвегія             | 1-2     | 1-2            | Товариський             |
| 8.  | 4 червня 2008     | Куалком, Сан-Дієго, США                          | Мексика              | 3-0     | 4-1            | Товариський             |
| 9.  | 19 листопада 2008 | Хемпден-Парк, Глазго, Шотландія                  | Шотландія            | 1-0     | 1-0            | Товариський             |
| 10. | 28 березня 2009   | Монументаль Рівер Плейт, Буенос-Айрес, Аргентина | Венесуела            | 3-0     | 4-0            | Кваліфікація до ЧС-2010 |
| 11. | 24 травня 2010    | Монументаль Рівер Плейт, Буенос-Айрес, Аргентина | Канада               | 1-0     | 5-0            | Товариський             |
| 12. | 24 травня 2010    | Монументаль Рівер Плейт, Буенос-Айрес, Аргентина | Канада               | 2-0     | 5-0            | Товариський             |

## Досягнення
- Володар Кубка Футбольної ліги (1):

«Ліверпуль»: 2011-12
- Чемпіон Аргентини (1):

«Ньюеллс Олд Бойз»: 2012-13Ф
- Чемпіон Уругваю (2):

«Пеньяроль»: 2017, 2018
- Володар Суперкубка Уругваю (1):

«Пеньяроль»: 2018
Збірні
- Чемпіон світу (U-20): 2001
- Віце-чемпіон світу: 2014